# جرونیمو (فیلم ۲۰۱۴)
جرونیمو (انگلیسی: Geronimo) فیلمی در ژانر درام به کارگردانی تونی گاتلیف است که در سال ۲۰۱۴ منتشر شد. از بازیگران آن می‌توان به سلین سالت اشاره کرد.